# Denise Fabre
Pour les articles homonymes, voir Fabre.
 (janvier 2025).
Denise Fabre, née le 5 septembre 1942 à Nice, est une animatrice radio, présentatrice de télévision, actrice et femme politique française. Elle marque la télévision de la fin des années 1960 aux années 1990, après avoir débuté sur la chaîne privée régionale Télé Monte Carlo puis sur la la deuxième chaîne publique de l'ORTF et en 1971, sur la Première chaîne de l'ORTF devenue TF1, jusqu'au début des années 1990. En 1971, elle interprète le rôle d'une femme taxi dans la série télévisée Madame êtes-vous libre ? aux côtés de Coluche, acteur débutant. Elle est célèbre pour ses fous rires en direct à l'antenne, notamment lors de l'émission de TF1, Samedi est à vous, avec le prestidigitateur Garcimore.

## Biographie

### Jeunesse et débuts professionnels
Après une enfance difficile (problèmes familiaux, placée en pension religieuse et un passage en maison de correction) à Nice, Denise Fabre souhaite devenir hôtesse de l'air, mais, à l'issue d'un concours, elle débute, à l'âge de 19 ans comme speakerine sur les antennes de Télé Monte Carlo. À la même période, elle effectue quelques publicités.
À l'âge de 16 ans, elle décroche un petit travail en tant que dame de compagnie pour faire visiter l'arrière-pays niçois à l'épouse d'un couple américain. Pensant que ça ne serait pas intéressant mais que ça ne durerait que quelques semaines, elle accepte. Quand elle rencontre le couple, elle s'aperçoit qu'il s'agit de Walt Disney et son épouse, ce dernier étant à l'époque en repérages sur la côte d'Azur pour un film. À la fin de leur séjour, ceux-ci veulent l'amener avec eux en Amérique mais, étant âgée seulement de 16 ans — la majorité légale étant alors fixée à 21 ans —, sa mère refuse.

### Carrière médiatique
À Noël 1963, Denise Fabre arrive à Paris et rejoint la deuxième chaîne de l'ORTF comme speakerine. Parallèlement elle anime l'émission dominicale Télé Dimanche sur la première chaîne, devenant une animatrice reconnue de la télévision française.
En septembre 1971, Pierre Sabbagh devient directeur des programmes de la deuxième chaîne de télévision de l'ORTF et désire que son épouse, Catherine Langeais (speakerine sur la première chaîne), en présente les programmes. Denise Fabre et Catherine Langeais échangent alors leurs postes. Denise Fabre reste sur la première chaîne jusqu'au 5 janvier 1975, date de la fin de l'ORTF et de son démantèlement.
Denise Fabre est en 1971 l'actrice principale d'une série télévisée, Madame êtes-vous libre ?.
Le 6 janvier 1975, elle rempile pour être speakerine sur TF1 où elle reste jusqu'en 1992. Dans un contexte de travail plus rigide et normé que celui de nos jours, ses fous-rires en tant que speakerine lui valurent plusieurs mises à pied.
Dans les années 1960, parallèlement à la télévision, elle est chroniqueuse pendant trois ans à France-Soir et anime la tranche 6 h-8 h de France Inter.
À la télévision, elle anime les émissions Télé-Dimanche (arrêtée en 1972), puis Restez donc avec nous le samedi et Au plaisir du samedi. Dans Restez donc avec nous le samedi, elle travaille avec Garcimore, magicien célèbre pour ses tours décalés et volontairement ratés.
En 1975, elle reçoit le prix de la meilleure présentatrice de télévision.
En 1976, Jean-Luc Lagardère l’engage sur Europe 1 ; elle y invite tous les matins des personnalités politiques qui viennent parler de tout… sauf de politique, et des artistes qui viennent s'exprimer sur autres choses que leurs arts.
En avril 1978, elle coprésente avec Léon Zitrone le Concours Eurovision de la chanson qui a lieu en France, à Paris, à la suite de la victoire au Concours 1977 de la chanteuse Marie Myriam et diffusé sur TF1.
Elle est la porte-parole du jury français lors du Concours Eurovision de la chanson 1981 et retransmis également sur TF1.
À partir de 1993, elle retrouve la chaîne de ses débuts, Monte Carlo TMC, avec l'émission Boléro. Elle tient également une chronique dans France-Soir.
Toujours en 1993, elle est de retour sur TF1 et y présente Télévitrine, une émission de téléachat. En 2001, elle reçoit le 7 d'or de la meilleure animatrice pour l'émission Boléro sur TMC.
Depuis 2008, elle reste titulaire, sur TF1, mais on ne lui a pas proposé de projet depuis[réf. souhaitée]. 
Elle anime en 2009 la troisième saison de la tournée Âge tendre et Têtes de bois. Le 28 décembre 2009, elle participe à l'émission Questions pour un champion, animée par Julien Lepers.
En 2010, elle anime de nouveau la tournée Âge tendre et Têtes de bois, saison 5, avec notamment les artistes Michèle Torr, Sheila, Hervé Vilard, Georgette Lemaire, Alain Turban.
En 2014, elle anime la tournée Âge tendre, la tournée des idoles, rebaptisée « Âge tendre - Rendez-vous avec les Stars » ; les artistes de cette saison 9 sont Hugues Aufray, Nicoletta, Petula Clark, Dave, Michèle Torr, Linda De Suza, Marcel Amont, Plastic Bertrand, Umberto Tozzi, Collectif Métissé et Michel Orso.

### Parcours politique
Denise Fabre se présente sur la liste UMP, conduite par Christian Estrosi, aux élections municipales de 2008 à Nice. Elle figure en sixième position, comme représentante de la « société civile ». La liste l'emporte et Denise Fabre est élue conseillère municipale. Elle devient dans la foulée adjointe au maire de Nice, chargée du rayonnement de la ville. Elle est reconduite après les élections de 2014.
Elle figure en dernière position sur la liste de Christian Estrosi lors des élections municipales de 2020.

### Vie personnelle
Denise Fabre se marie avec le réalisateur Jean-Paul Carrère le 18 septembre 1965 à Neuilly-sur-Seine.
Le 14 avril 1978, elle épouse le chef Francis Vandenhende. Elle l'aide dans son restaurant, La Ferme Saint-Simon à Paris, 7e arrondissement, jusqu'à la vente de celui-ci en 2007, puis dans leur second restaurant, Le Manoir de Paris, Rue Pierre-Demours à Paris 17e, qu'ils ouvrent en 1984. Ils sont parents de jumelles, Olivia, qui épouse Charles de Coubertin, et Élodie, nées en 1980.

## Activités audiovisuelles

### Animatrice à la radio
- Années 1960 : animatrice de la tranche 6 h-8 h sur France Inter
- 1976-1992 : entretien avec une personnalité, le matin, sur Europe 1

### Présentatrice de télévision
- 1961-1963 : speakerine (Télé Monte-Carlo)
- 1964-1992 : speakerine (deuxième chaîne de l'ORTF, première chaîne de l'ORTF et TF1)
- 1969-1972 : Télé Dimanche (première chaîne de l'ORTF)
- 1976-1978 : Restez donc avec nous le samedi (TF1)
- 1978 : Concours Eurovision de la chanson (TF1) : coprésentation avec Léon Zitrone
- 1978-1979 : Toujours le samedi (TF1)
- 1979-1981 : Au plaisir le samedi (TF1)
- 1981 : Concours Eurovision de la chanson (TF1) : porte-parole du jury français
- 1987-1988 : Chéri qu'est-ce qu'on mange aujourd'hui ? (TF1)
- 1990 : Intervilles (TF1) : coanimation avec Guy Lux, Léon Zitrone, Simone Garnier, Claude Savarit
- 1992-2002 : Boléro (TMC)
- 1994-1999 : Télévitrine (TF1)
- 2023 : La tournée triomphale des idoles avec Julien Lepers, Christian Morin et Michel Drucker (C8).

## Filmographie
- 1971 : Madame êtes-vous libre ? de Jean-Paul Le Chanois (série télévisée) : Yvette Frémont
- 1991 : Le Cadeau de Noël

## Discographie
- 1982 : Ollé la France, enregistré au studio d'Aguesseau par Gilbert Courtois. Arrangement : Roland Romanelli - Jannick Top.

Denise Fabre soutient l’équipe de France de football avec cette chanson.
- 1990 : Roumanie, le soleil se lève à l'est.

Denise Fabre participe à l'enregistrement de ce 45 tours collectif.

## Publications
- Denise Fabre, Et en plus, c'est vrai, Grasset, 1977, 226 p.  (ISBN 224600442X et 9782246004424),

Denise Fabre y évoque ses rencontres avec les présidents Charles de Gaulle, Valéry Giscard d'Estaing et François Mitterrand, de nombreux artistes dont Johnny Hallyday ainsi que ses voyages dans diverses capitales.
- Denise Fabre, Comment être et rester belle, Presses de la Renaissance, 1980.  (ISBN 2856161944 et 9782856161944).
- Denise Fabre, Les cœurs battants, JC Lattès, 1986.
- Denise Fabre, avec Albertine Gentou, Vivre aux éclats : Quarante ans de passions dans les coulisses de la télévision française, Michel Lafon, 2004, 260 p.  (ISBN 274990207X et 9782749902074).